# 菲什龐德 (阿拉巴馬州)
菲什龐德（英語：Fishpond）是一個位於美國阿拉巴馬州庫薩縣的非建制地區。該地的面積和人口皆未知。

## 地理
菲什龐德的座標為32°52′04″N 86°01′24″W / 32.86777°N 86.02333°W，而該地最高點為海拔高度228米（即748英尺）。